# Patee House
Das John Patee House oder Patee House Museum war ein 1858 fertiggestelltes Luxushotel mit 140 Zimmern in der 12th Street and Penn in Saint Joseph im US-Bundesstaat Missouri. Einst galt es als eines der besten Hotels westlich des Mississippi River. Am 15. Oktober 1966 wurde es in die offizielle Kulturdenkmalliste der Bundesregierung der Vereinigten Staaten, ins National Register of Historic Places, aufgenommen. Bereits fünf Jahre zuvor erfolgte am 5. November 1961 die Kennzeichnung als National Historic Landmark durch das US-Innenministerium.

## Geschichte
Das Gebäude wurde im Jahre 1858 unter der Leitung von John Patée errichtet, der zu dieser Zeit gerade an seinem Patee-Town-Bauprojekt arbeitete und das Patee House, mit dessen Bau er 1856 begann, als Teil dieses Projekts ansah. Dabei arbeitete Patée an der Infrastruktur rund um die Hannibal and St. Joseph Railroad, die von Hannibal im Nordosten Missouris bis Saint Joseph im Nordwesten führte und von Mitte der 1840er bis Mitte der 1880er bestand. Zusätzlich bestand das vierstöckige Gebäude, dessen Bau zur damaligen Zeit 200.000 US-Dollar kostete, was zur heutigen Zeit (Stand: 2010) rund fünf bis fünfeinhalb Millionen Dollar gewesen wären, als Hauptquartier des nur kurzlebigen aber populär gewordenen Pony-Express. Gleichzeitig war es dessen östliche Endstation, wobei hingegen die westliche Endstation im mehr als 3000 km entfernten Sacramento in Kalifornien lag. Nachdem anfangs der Pony-Express einige Büroräume nützte, – unter anderem hatten die Gründer William Hepburn Russell, Alexander Majors und William B. Waddell ihre Hauptbüros im Patee House – wurde das Gebäude im gleich darauffolgenden Amerikanischen Bürgerkrieg als Büro des Union Army Provost Marshal, dem Kommandeur der Militärpolizei, genutzt. Von hier aus wurden auch zahlreiche Aktionen des Krieges geplant und geleitet, wobei der Raum hierfür im Ballsaal des zweiten Stockwerks verwendet wurde. Parallel dazu diente das aus rotem Ziegelstein gebaute Gebäude von seiner Eröffnung bis zum Ende des Bürgerkrieges im Jahre 1865 weiterhin als Hotel, jedoch zumeist nur für wohlhabendere Gäste. Während dieser Zeit beschloss Patée, der als Unterstützer der Konföderierten galt, sein Patee House über eine landesweit durchgeführte Verlosung zu verkaufen. Als diese Verlosung jedoch scheiterte und 100 Tickets am 28. April 1865 unverkauft zurückkamen, beschloss Patée selbst alle Tickets aufzukaufen und gewann so sein eigenes Hotel wieder zurück, das zu diesem Zeitpunkt noch immer in der Hand der Union Army war. Bereits die damalige Lage des Hotels macht Patée zu schaffen, was es ihm deutlich erschwerte das fertiggestellte Hotel zu bezahlen. Deshalb fuhren Postkutschen nach der erstmaligen Eröffnung des Hotels spezielle Ausflüge um sich dadurch etwas Geld dazuzuverdienen. Die ersten Gäste kamen dabei zumeist aus den Städten Liberty, Weston und dem bereits etwas weiter entfernten Hannibal. Wie im damaligen Wilden Westen üblich befand sich vor dem Hotel auch ein für das Anhängen von Pferden gedachtes Geländer. Ein Negativpunkt war, dass die Endstation der Eisenbahn nicht in unmittelbarer Nähe zum Hotel stand, sondern einige Blocks entfernt war, war der erste finanzielle Fehlstart des Hotels. Zudem waren auch sämtliche Reiter des Pony-Express im Hotel beherbergt.

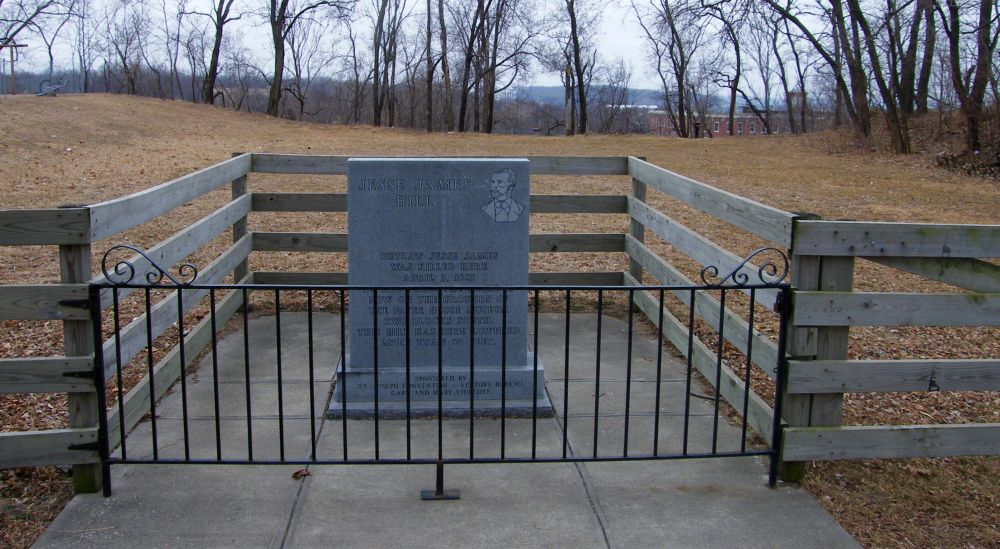
Die Stelle, an der Jesse James im Jahre 1882 ermordet wurde. Rechts im Hintergrund hinter den Bäumen, das Patee House. (2009)

Nachdem das Gebäude nach dem Krieg von 1865 bis 1868 als Schulgebäude diente und so dem Patee Female College Platz bot, war es in den Folgejahren bis 1872 wieder als Hotel in Betrieb. Erst 1875 wurde das Patee House wieder genutzt und war ab dieser Zeit Heim des St. Joseph Female College, das allerdings nur bis 1881 bestand und danach wieder geschlossen wurde. Die Schule hatte eine enge Verbundenheit zur Baptistenkirche und war, wie zahlreiche andere private Schulen, Teil der Expansion an pädagogischer Einrichtungen für die weibliche Bevölkerung in der Nachkriegszeit. Besondere Aufmerksamkeit erhielt St. Joseph und auch das Patee House im Jahre 1882, wo das Hotel kurzzeitig auch zum World’s Hotel ernannt wurde. Grund dafür war die Ermordung des Gesetzlosen Jesse James am 3. April 1882 in unmittelbarer Nähe des Hotels in seinem damaligen Haus, dem heute denkmalgeschützten Jesse James Home Museum, das heute auf dem Grund des Patee House steht und somit nur wenige hundert Meter versetzt aufgebaut wurde. Zwischenzeitlich stand es auch kurz in unmittelbarer Nähe des Belt Highway, ehe es auf den Grund des Patee House gebracht wurde. Auf den Tag genau 22 Jahre zuvor wurde direkt vor dem Haus eine Kanone abgefeuert, die die Eröffnung des Pony-Express einläutete. Nach dem Tod von Jesse James diente das Patee House als Ort der Untersuchung seiner Ermordung und diente zu dieser Zeit auch als Unterbringung seiner Familie, unter anderem seiner Frau Zerelda. Bis 1883 diente das Hotel, das zuvor zumeist nur unter dem Namen Patee Hotel bekannt war und danach kurzzeitig unter dem Namen World’s Hotel lief, als Hotel und Sanatorium für Epileptiker, ehe es von Fabriken über 80 Jahre lang als Kleidungsfabrik genutzt wurde und vor allem der Hemdenproduktion diente. So war von 1885 bis 1933 die R.L. McDonald Factory Inhaber des Patee House, ehe von 1933 bis 1953 die Sun Garment Factory als Inhaber nachfolgte. Danach hatte die H.D. Lee Co. von 1953 bis 1957 kurzzeitig ihren Betrieb in dem Haus in Saint Joseph. Während des Ersten und Zweiten Weltkriegs wurden hier auch zahlreiche Uniformen für die US-Armee produziert. In der Folgezeit stand das Gebäude leer, wurde aber in ebendieser Zeit auch als Denkmal geschützt beziehungsweise von Vandalen verwüstet, die beinahe die gesamte Inneneinrichtung zerstörten.

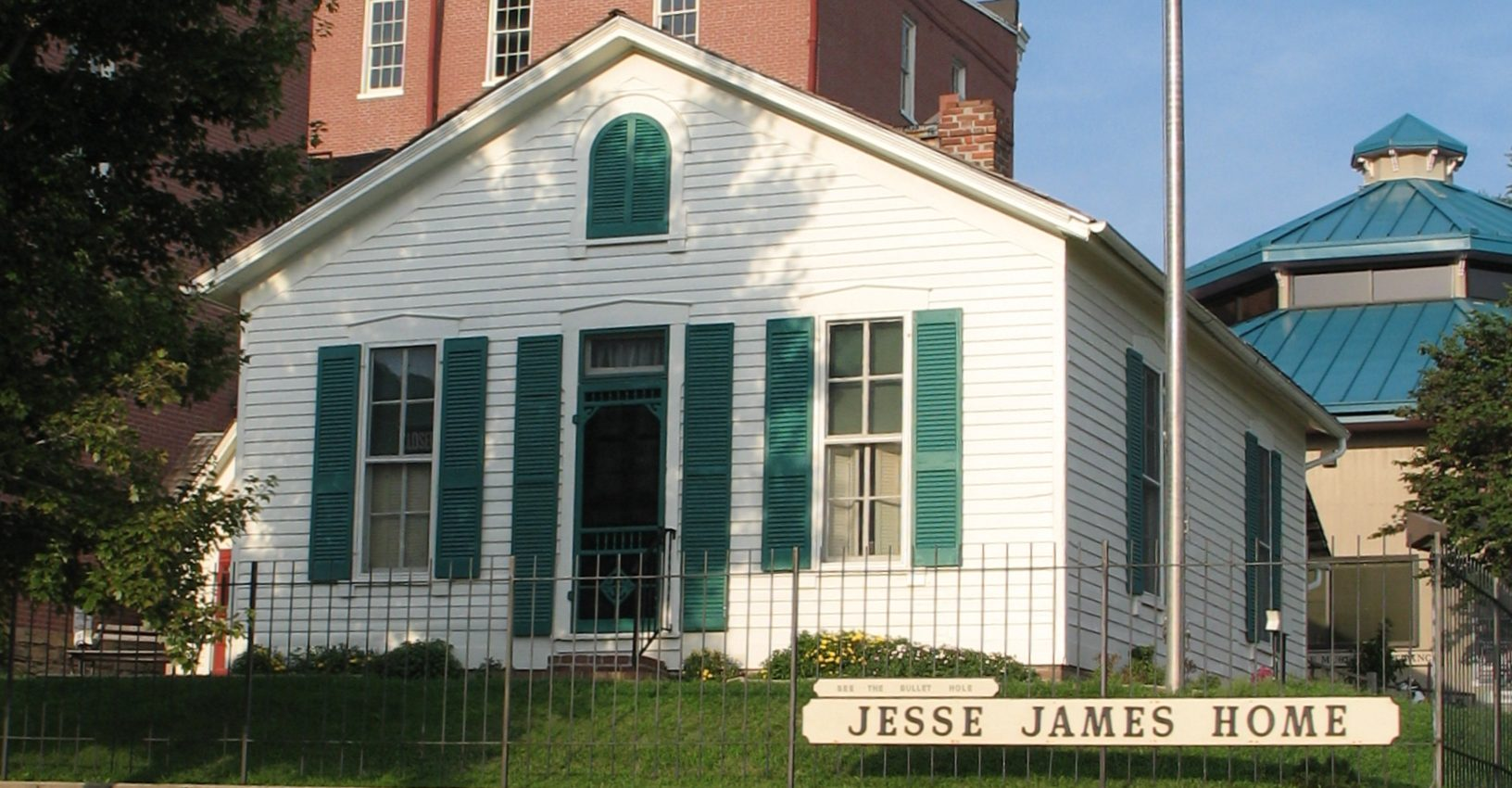
Das ebenfalls denkmalgeschützte Jesse James Home Museum auf dem Grund des Patee House. (2006)

Nachdem das Gebäude am 5. November 1961 als National Historic Landmark gekennzeichnet wurde, nahm man bald darauf um 1963 oder 1965 den Betrieb eines Museums in den Mauern des altehrwürdigen Gebäudes auf. Die 1963 formierte Pony Express Historical Association war am Erhalt des Gebäudes und an der Abwehr des Gebäudeabrisses durch ihre Mitarbeit hauptverantwortlich. Heute gilt das Haus als Museum für Kommunikation und Transport und beherbergt unter anderem eine Dampflokomotive der Hannibal and St. Joseph Railroad aus dem Jahre 1860 mit zugehörigem Bahnpostwagen aus ebendieser Zeit. Am Union-Star-Depot aus dem Jahre 1870 vorbei geht es in den Buffalo Saloon, wo man sich bei Speis und Trank einen Film in einem extra eingebauten Nickelodeon anschauen kann. Im zweiten Stockwerk des Gebäudes befindet sich eine Sammlung von mehr als 2.000 verschiedenen Parfum-Flakons und zudem Ausstellungsstücke wie antike Telefongeräte und Radios, eine Wagnerei samt Schmiede, antike Möbeln sowie Kutschen und Schlitten, aber auch die Galgen aus dem denkmalgeschützten Buchanan County Courthouse and Jail. Zudem findet man im Gebäude ein Ford Modell T aus den 1920er Jahren, sowie weitere alte Fahrzeuge (Autos, Trucks und Feuerwehrwagen), darunter auch ein Rennwagen aus dem Jahre 1921. Im „Blue Room“ des Patee House befindet sich eine Bilderausstellung von George Warfels „Westerners-on-Wood-Art-Collection“ mit rund 40 Bildern aus der Zeit von Jesse und Frank James.

## Baustil und Restaurierung
Als das Patee House, das gelegentlich auch als John Patee House bekannt war, am 5. November 1961 als National Historic Landmark gekennzeichnet wurde, war der Besitzer des Gebäudes Charles Potter, seines Zeichens Präsident der Pony Express Historical Association. Der Zustand des Gebäudes wurde zum damaligen Zeitpunkt als mittelmäßig und verändert (aufgrund der vorzeitigen Restaurierungen) angegeben. Als John Patée im Jahre 1858 mit dem Bau des vierstöckigen U-förmigen Gebäudes am Fuße eines mehr oder weniger steilen Hanges an der Penn Street begann, verwendete er als Grundbaustoff rote Ziegelsteine, die heute noch ein markantes Merkmal des ehemaligen Hotels sind. Der zweistöckige Mittelteil des Patee House war dabei, gemäß der U-Form, an drei Seiten umschlossen. Das in Blockgröße gehaltene Bauwerk wies bereits kurz nach seiner Bauzeit verschiedene Balkone auf. Zudem existierten bereits damals Stiegen über die gesamte Länge des Gebäudes und es gab zudem auch noch eine kunstvoll gestaltete Kuppel auf dem Dach des Gebäudes. Zur Zeit der Kennzeichnung als National Historic Landmark war der Speisesaal des Patee House mit antiken Warmhaltetischen wohlausgerüstet und der Boden mit einem dicken roten Teppich ausgelegt. Nachdem der Betrieb des Hotels bis zum Ausbruch des amerikanischen Bürgerkriegs sehr lukrativ war und auch danach mit dem Verbleib als Schule oder wieder als Hotel weder großen Veränderungen am Gebäude noch an der Einrichtung vorgenommen wurden, wurden erst mit der Umwandlung des Patee House in eine Hemden- und Kleidungsfabrik massive Einschnitte in der Gestalt des Gebäudes getätigt. So wurden zahlreiche Modifizierungen durchgeführt, unter anderem Nebengebäude oder ein Fabrikskamin angebaut, und Platz für größere Maschinen geschaffen. Als das Gebäude schließlich ab 1957 leerstand, wurde die gesamte Einrichtung im Laufe der nächsten fünf Jahre kontinuierlich durch Vandalen und Einbrecher zerstört.
Als mit dem Jahre 1964 die Pony Express Historical Association gegründet wurde, die sich stets um das Gebäude bemühte und es wieder neuaufbaute und restaurierte, konnte ein möglicher Abriss des Gebäudes noch abgewandt werden. Noch in dieser Zeit wurde das Gebäude schließlich für die einstige Unterbringung der Hauptbüros der Pony-Express-Gründer Russell, Majors und Waddell, den Büros der Hannibal and St. Joseph Railroad und dem Büro des Union Army Provost Marshal in die Liste der National Historic Landmarks geholt. 1966 folgte schließlich die Aufnahme ins National Register of Historic Places. Im Jahre 1975 wurde das Gebäude teilweise restauriert und dabei auch die baufällig gewordene Kuppel am Dach des Gebäudes entfernt. Zusätzliche Änderungen wurden unter anderem im Innenbereich des Gebäudes vorgenommen, wobei der Großteil der Inneneinrichtung abgeändert wurde, jedoch Räume wie der Ballsaal im zweiten Stockwerk, einige originale Hotelzimmer und ein Treppenhaus im Originalzustand beibehalten und mit bewilligten Staatsgeldern restauriert wurden. Während bereits 1975 die Rekonstruierung der Stiege auf der westlichen Seite geplant war, wurde diese Arbeiten bis heute (Stand: 2011) nicht durchgeführt und stattdessen der niedrige künstlich angelegte Hang zwischen Straße und Gebäude belassen. Ab der Gründung des Museums gab es freien Eintritt, diese änderte sich jedoch in den Jahrzehnten nach den großen Hauptsanierungen der 1970er. Diese Sanierungen betrafen unter anderem auch den Abriss der alten angebauten Fabriksgebäude und des alten Fabriksschornsteins oder die vollständige Restaurierung der Außenfassade sowie des Vorbaus samt dem Vordach. Gleichzeitig wurde auch der Haupteingang restauriert, wobei unter anderem hellere Ziegel freigelegt wurden, die bei der Restaurierung allerdings erhalten blieben. Zur Komplettrestaurierung Mitte der 1970er wurden bereits zahlreiche Details am Gebäude herausgearbeitet. So unter anderem die Trennung zwischen dem Gebälk und der restlichen Ziegelmauer oder die geplante Restaurierung eines weiteren Balkons. Auch an der Außenfassade wurden in der Vergangenheit zahlreiche Reihen Ziegel erneuert, was unter anderem auch vor den 1970ern passierte. Bereits zu dieser Zeit stand das Jesse James Home Museum auf dem Gelände des Patee House, ließ aber bereits zu dieser Zeit keinen Einblick von der im Nordosten liegenden Hauptbesucherfläche, die zum Gebäude führte.
Das extreme Wetter, darunter zahlreiche Schneestürme und Blizzards, setzt den mehr als 150 Jahre alten Gemäuern massiv zu. Dabei wurden im Laufe der Jahre große Teil des Daches zerstört und mussten so neu aufgebaut werden. Dabei entstanden auch größere Löcher in den Dächern, wovon auch die aufbewahrten Artefakte in den oberen Stockwerken betroffen waren. Zusätzlich wurden sämtliche Holzteile beschädigt und große Glasscheiben gingen zu Bruch. Des Weiteren wird das Patee House in unregelmäßigen Abständen von Vandalen heimgesucht, die das Mauerwerk mit Graffiti verunstalten.